# XXX Reunião Ordinária do Conselho do Mercado Comum

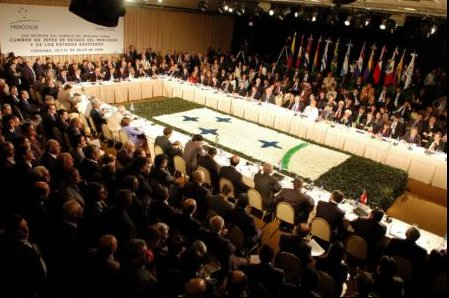
Foto oficial da Cúpula

A XXX Reunião Ordinária do Conselho do Mercado Comum ocorreu em julho de 2006, na cidade de Córdoba.

## Participantes
Representando os Estados-membros
- Luiz Inácio Lula da Silva
- Néstor Kirchner
- Tabaré Vázquez
- Nicanor Duarte

## Decisões
A reunião produziu 25 decisões.